# Aguacatillo, Chiapas
Aguacatillo är en ort i Mexiko.   Den ligger i kommunen Amatenango de la Frontera och delstaten Chiapas, i den sydöstra delen av landet, 900 km sydost om huvudstaden Mexico City. Aguacatillo ligger 1 142 meter över havet och antalet invånare är 439.
Terrängen runt Aguacatillo är bergig åt sydost, men åt nordväst är den kuperad. Runt Aguacatillo är det ganska tätbefolkat, med 199 invånare per kvadratkilometer. Närmaste större samhälle är Frontera Comalapa, 13,7 km nordväst om Aguacatillo. I omgivningarna runt Aguacatillo växer huvudsakligen savannskog.